# Wade, North Carolina
Wade är en ort i Cumberland County, North Carolina, USA.